# Hero MotoCorp

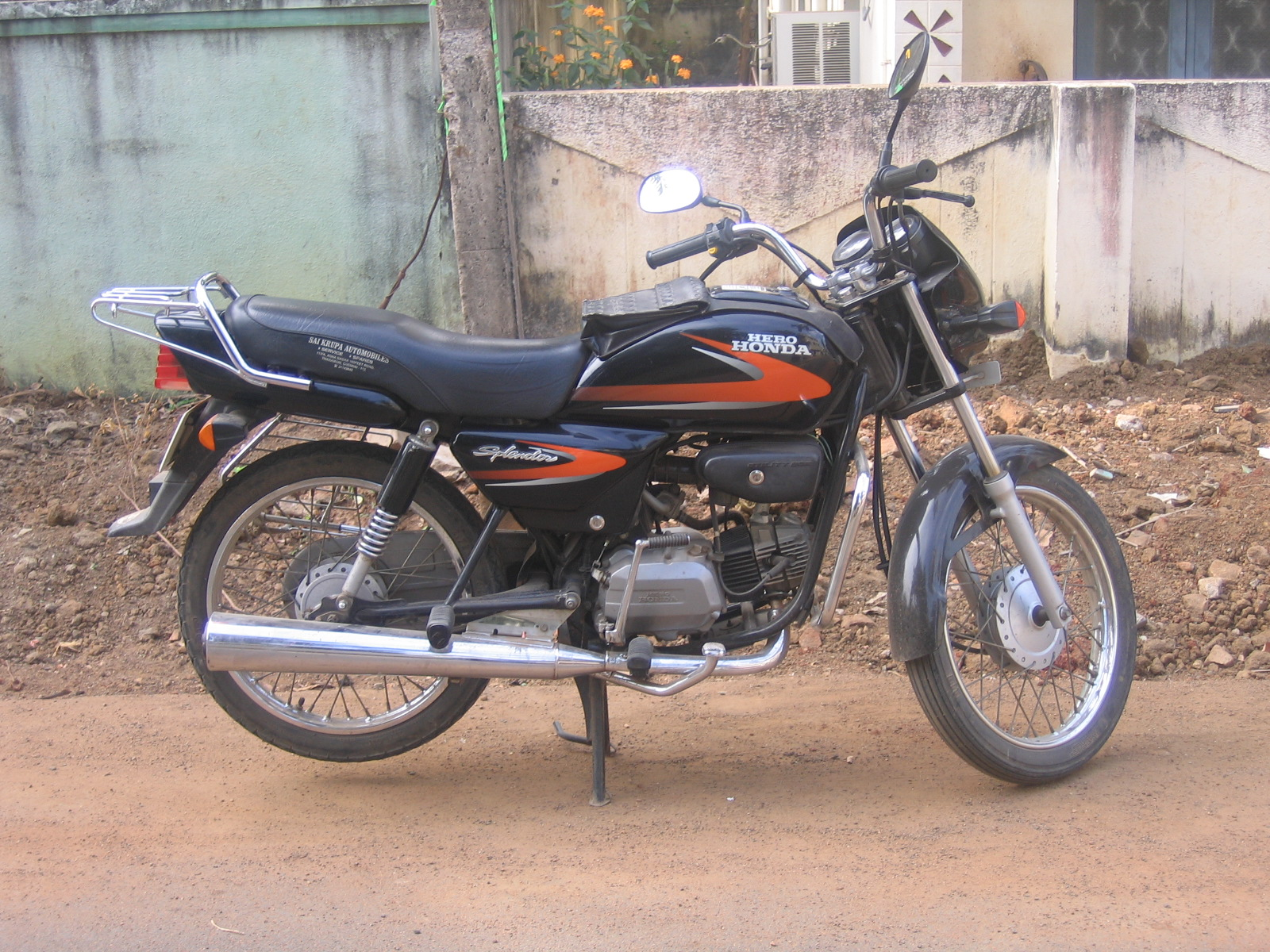
Hero Honda Splendor

Hero MotoCorp Ltd. (vormals Hero Honda Motors Ltd.) ist ein großes indisches Unternehmen mit Firmensitz in Neu-Delhi, das Motorräder herstellt.
Im Geschäftsjahr 2013/14 wurden 6.075.583 Motorräder verkauft, womit das Unternehmen nach Stückzahlen einer der größten Motorradhersteller Indiens ist.

## Geschichte
Das Unternehmen wurde 1984 als Joint Venture von Honda mit dem indischen Fahrradhersteller Hero Cycles gegründet.
Honda verkaufte 2011 seinen Anteil an Hero. Das Unternehmen wurde in Hero MotoCorp umbenannt. Am 1. Juli 2013 kaufte die Hero MotoCorp 49,2 % der Anteile des amerikanischen Motorradbauers Erik Buell Racing für circa 25 Millionen Dollar.
Hero MotoCorp. unterhält drei Fabriken in Indien. Diese befinden sich in Dharuhera, Haridwar und Gurugram.

## Modelle
(Auswahl)
- CD Deluxe, 100 cm³
- Super Splendor, 125 cm³
- Glamour, 125 cm³
- Achiever, 150 cm³
- Hero Honda Pleasure (Motorroller)